# Isabell Pohl
Isabell Pohl (* 26. Juli 1975) ist eine führende Vertreterin der Freien Kameradschaften in Thüringen und Begründerin der neonazistischen Frauen-Organisation „Aktive Frauen Fraktion“ (AFF). Sie tritt auch als Rednerin bei extrem rechten Aufmärschen und Kundgebungen insbesondere in Thüringen auf.

## Die „Aktive Frauen Fraktion“
Isabell Pohl geriet nach eigenem Bekunden ca. 1991 durch ihren damaligen Freund in die Neonazi-Szene. 2002 zog sie nach Obergröningen und arbeitete ab Juni 2003 aktiv mit ihrer Website „Feathercut“, benannt nach dem typischen Haarschnitt der Renees. Auf dieser bezeichnete sie die 1995 verstorbene Ehefrau von Rudolf Heß, Ilse Heß, als ihr persönliches Vorbild und veröffentlichte zahlreiche Texte, die sich positiv auf den Nationalsozialismus beziehen, darunter auch Originaldokumente wie beispielsweise das „Gesetz zur Verhütung erbkranken Nachwuchses“ aus dem Jahr 1933.
Wenig später begründete die ursprünglich aus Thüringen stammende und zu dieser Zeit in Obergröningen (Baden-Württemberg) lebende Mutter von drei Kindern die später wieder aufgelöste „Aktive Frauen Fraktion“, die neben dem aufgelösten „Skingirl Freundeskreis Deutschland“ (SFD) und der „Gemeinschaft deutscher Frauen“ (GDF) zu den aktivsten Frauenorganisationen der extrem rechten Szene in Deutschland zählte. Ihr gehörten mehrere junge weibliche Neonazi-Kader aus Baden-Württemberg, Bayern, Sachsen, Thüringen und Berlin-Brandenburg an. In ihren Publikationen und Internetseiten, die als rassistisch, nationalistisch und völkisch zu bewerten sind, wendete sich die AFF vor allem gegen Abtreibung und gegen „Kinderschänder“. Laut AFF ist das heutige Deutschland „schon lange nicht mehr tragbar und veranlasst uns Frauen aktiv und ohne Kompromisse gegen diesen Staat vorzugehen. Wir werden nicht zusehen, wie unsere Gene, unser Stolz, unsere Moral, Treue, Disziplin und Pünktlichkeit, all die Eigenschaften eines Deutschen, zu Grunde gerichtet werden durch die Multi-Kulti-Spaßgeneration.“ Das Logo der Organisation zeigt ein Skingirl mit erhobenem Sturmgewehr.
In erster Linie organisierte die AFF jedoch Rechtsrock-Konzerte, so allein 2004 vier von mindestens 14 konspirativen Konzerten in Baden-Württemberg. Bei einem dieser Konzerte am 21. August 2004 in Lorch-Klotzenhof zum Gedenken an den Hitler-Stellvertreter Rudolf Heß trat die bekannte National-Socialist-Black-Metal-Band „Absurd“ auf. Auf der Website der AFF werden von Pohl geführte Interviews mit Neonazi-Bands wie „Racial Purity“ und „Endlöser“ veröffentlicht. Neben den Konzerten und den alljährlichen Treffen der AFF plante die Organisation Bandwettbewerbe, Fußballturniere, Kinder- und Familienfeste, Zeltlager und Ferienveranstaltungen. Auf Neonazi-Veranstaltungen wie dem „Fest der Völker“ oder „Thüringentag der nationalen Jugend“ war die AFF oft mit Infoständen vertreten.
Der Niedergang der AFF ging schnell. Nachdem Sektionen in Baden-Württemberg, Sachsen, Bayern und Berlin/Brandenburg aufgelöst worden waren, erkannte Isabell Pohl, dass sie innerhalb der Szene mit der AFF kein Standbein mehr bekommen würde. Nach der Auflösung der AFF wurden Gerüchte ihres Ausstieges aus der Neonaziszene laut, allerdings ist sie in der Szene Thüringens weiter aktiv, und auch ihre Verbindungen aus dem süddeutschen Raum halten ihr weiterhin die Treue.

## Aktivistin der „Freien Kameradschaftsszene“
Im März/April des Jahres 2004 zog Isabell Pohl in die thüringische Landeshauptstadt Erfurt zurück und setzte hier ihre Aktivitäten im Neonazi-Spektrum fort. Neben der AFF ist Pohl hier bei der Kameradschaft „Freie Aktivisten Erfurt“ führend aktiv, die zuweilen auch unter den Namen „Aktiver Kampfbund Erfurt“ (AKBE), „Freie Kräfte Erfurt“, „Nationaler Widerstand Erfurt“ etc. auftritt. Sie unterhält enge Verbindungen zu anderen „Freien Kameradschaften“ in Thüringen, insbesondere dem „Nationalen und Sozialen Aktionsbündnis Westthüringen“ (NSAW) und dem „Mädelring Thüringen“. Überregional haben sich mittlerweile viele Kameradschaften von ihr abgewandt. Sie tritt insbesondere in Thüringen als Rednerin bei rechten Aufmärschen und Kundgebungen auf, so z. B. am 26. November 2005 in Arnstadt auf einer Demonstration des Neonazi-Tarnvereins „Nationalisten für Kinderrechte e. V.“, hinter dem die „Kameradschaft Ilmkreis“ steht. Am 20. Mai 2006 sollte sie als Vertreterin der „Freien Nationalisten“ auf dem von Thomas Gerlach organisierten 5. „Thüringentag der nationalen Jugend“ in Altenburg sprechen.

## Engagement im Rechtsrock-Bereich
Neben den Aktivitäten der AFF ist Pohl auch persönlich in der Rechtsrock-Szene aktiv. So stellte sie beispielsweise für eine Spendensammlung zu Gunsten der Neonazi-Band „Race War“ aus Schwäbisch Gmünd ihr Konto zur Verfügung. Zu diesem Zeitpunkt war sie mit dem Sänger der Band liiert.
Nach ihrem Umzug nach Thüringen war sie an der Organisation von zwei Neonazi-Konzerten in Erfurt und Umgebung, wenn auch nur bedingt, beteiligt und Liederabende mit sogenannten „nationalen Liedermachern“ sind keine Seltenheit.